# لشک کولاکوفسکی
لشک کولاکوفسکی (به لهستانی: Leszek Kołakowski) ‏(۲۳ اکتبر ۱۹۲۷ – ۱۷ ژوئیه ۲۰۰۹) فیلسوف و متفکر لهستانی بود. او بیشتر به‌خاطر شناخت و نقد مارکسیسم در دنیا شناخته‌شده بود. برجسته‌ترین اثر او جریان‌های اصلی مارکسیسم نام دارد. کولاکوفسکی در همه بخش‌های فلسفه، از جمله اخلاق، زیباشناسی و الهیات، پژوهش و نقدهایی انجام داد.

## زندگی
کولاکوفسکی در سال ۱۹۲۷ در رادوم شهری در مرکز لهستان زاده شد. وقتی او دوازده ساله بود، کشورش از دو سو مورد حمله نیروهای آلمان نازی و ارتش شوروی قرار گرفت و پدرش توسط گشتاپو دستگیر شد و به قتل رسید. کولاکوفسکی پس از جنگ جهانی دوم در دانشگاه‌های لوچ و ورشو، در رشته فلسفه به تحصیل پرداخت. او همزمان به عضویت حزب کمونیست لهستان درآمد، اما خیلی زود به سوسیالیسم دمکراتیک گرایش یافت. کولاکوفسکی بین سال‌های ۱۹۵۳ تا ۱۹۶۸ به تدریس در رشته فلسفهٔ تاریخ در دانشگاه ورشو اشتغال داشت.
کولاکوفسکی در سال ۱۹۶۸ پس از همبستگی با دانشجویان معترض به دولت، از حزب کمونیست حاکم اخراج شد و در پی فشارهای گوناگون، نخست به پاریس و سرانجام به انگلستان رفت. او تدریس فلسفه را ابتدا در دانشگاه آکسفورد و سپس در دانشگاه‌های ییل و برکلی آمریکا ادامه داد.
کولاکوفسکی که از سال‌ها پیش تحت تأثیر سخنرانی نیکیتا خروشچف در کنگره بیستم حزب کمونیست روسیهٔ شوروی قرار داشت، رفته‌رفته نه تنها توانست خود را از وسوسه توتالیتاریسم کمونیستی برهاند، بلکه به مطالعات و تحقیقاتی دامنه‌دار در زمینه‌های گوناگون دست زد و در اولین قدم با استفاده از بورس تحصیلی، به مدت یک سال در هلند به بررسی همه‌جانبهٔ افکار و آثار باروخ اسپینوزا پرداخت.
کولاکوفسکی در مقاله بازنگریِ مفهوم سنت: در جوامع گوناگون دو واقعیت موجود را همواره باید به خاطر بسپاریم: یکی آن‌که اگر نسل‌های جدید در مقابل سنتی که از پدرانشان به ارث برده‌اند پی‌درپی شورش نمی‌کردند و سر به عصیان برنمی‌داشتند، ما امروز هنوز در غارها زندگی می‌کردیم.
دوم آن‌که اگر روزی شورش و عصیان علیه سنتِ موروثی فراگیر شود، جای ما دوباره در غارها خواهد بود. پیروی از سنت و ایستادگی در مقابل سنت به اندازهٔ هم برای حیات اجتماعی لازم و ضروری است؛ جامعه‌ای که در آن پیروی از سنت پُرقدرت شود و سنت‌گرایی بر تمام شئونات زندگی مسلط شود، محکوم به رکود و سکون است.
از سوی دیگر، جامعه‌ای که شورش علیه سنت در آن همگانی شود و بخواهد با سنت‌ستیزی ادامهٔ حیات دهد، محکوم به نابودی است. از این‌رو، جوامع همواره هم ایجادکنندهٔ ذهنیت سنت‌گرایانه و محافظه‌کارانه‌اند و هم پدیدآورنده روحیهٔ عصیانگر و سنجشگر؛ هر دو ضروری است، اما فراموش نکنیم که این دو همیشه فقط در تضاد و ناسازگاری، و نه در ترکیب و آمیزش، قادر به‌همزیستی با یکدیگرند. )
در طول فعالیت‌های فکری کولاکوفسکی جایزه‌هایی زیادی از جمله «اورشلیم برای آزادی و فردیت در جامعه» (۲۰۰۷) «جایزه صلح کتاب‌فروشان آلمان» (۱۹۷۷)، «جایزه اراسموس» (۱۹۸۳) و «جایزه ارنست بلوخ» (۱۹۹۱) به او تعلق گرفت.

## آثار
- رویارویی با پاسداران مطلق‌گرایی (جهان اندیشگی لِشِک کولاکوفسکی، تدوین و ترجمه خسرو ناقد)، تهران: نشر نی، ۱۴۰۲ (معرفی کوتاه )
- جریان‌های اصلی در مارکسیسم (کتاب سه جلدی، ترجمه به فارسی توسط دکتر عباس میلانی)
- زندگی به رغم تاریخ (گزیده گفتارها و گفتگوهایی از لشک کولاکوفسکی به انتخاب و ترجمه خسرو ناقد)
- دو چشم اسپینوزا و دیگر مقالات در باب فیلسوفان (۲۰۰۴)
- درسهایی کوچک درباب مقولاتی بزرگ، لشک کولاکوفسکی، هومن پناهنده (مترجم)، روشن وزیری (مترجم)، تهران: طرح نو، ۱۳۸۱
- پرسش‌های فیلسوفان بزرگ جهان، بیست و سه پرسش مهم فلسفی، لشک کولاکوفسکی، ترجمه شهاب‌الدین عباسی، انتشارات مان کتاب

کتاب‌ها، مقاله‌ها و گفتگوهای زیادی از کولاکوفسکی توسط مترجمانی همچون خسرو ناقد، عباس میلانی و روشن وزیری به زبان فارسی ترجمه شده‌اند.